# Ет-Телль-ель-Кебір
Ет-Телль-ель-Кебір, іноді Тель-ель-Кебір(у перекладі укр. великий пагорб чи укр. велика оаза, за іншими даними укр. високе сонце) — місто в Єгипті, у мухафазі Ісмаїлія. Розташоване на прісноводному каналі Ісмаїлія. Через місто проходить залізниця, яка пов'язує місто Ісмаїлія з Заказіком і Каїром.

## Історія

### XIX століття

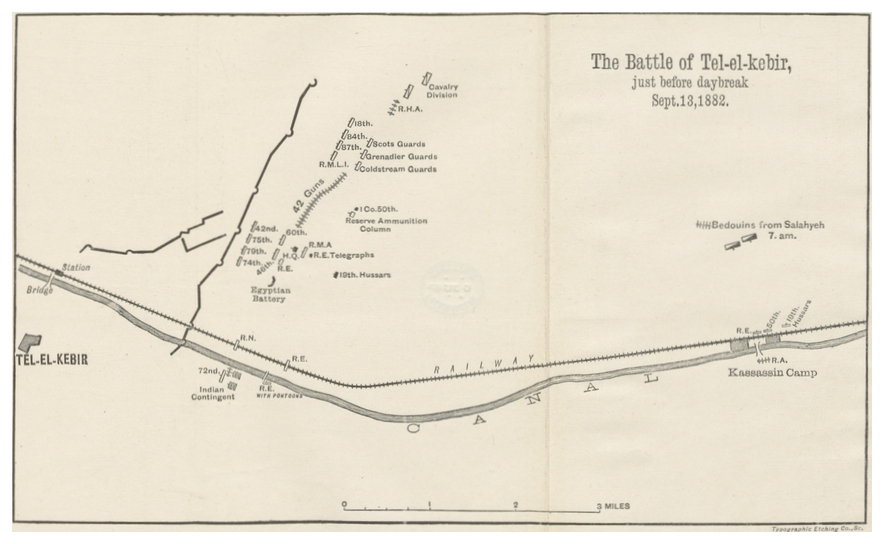
План битви під Тель-ель-Кебіром

У 1882 році поблизу тодішнього села Телль-ель-Кебір у ході англо-єгипетської війни 1882 року відбулася вирішальна битва біля Тель-ель-Кебір між англійськими та єгипетськими військами. Англійський корпус під командуванням Гарнета Вулзлі розгромив єгипетську армію 13 вересня та взяв у полон її командувача Орабі-пашу.

### Табір біженців з Росії
Під час Першої світової війни в пустелі поблизу села Тель-ель-Кебір англійці розмістили наметове містечко для солдатів, переважно австралійських. Також поруч побудували табір для військовополонених.
Після війни, у 1919—1921 роках цей табір використовували для тимчасового проживання та лікування для білогвардійців та інших біженців з Росії. Табір складався з госпіталю та двох поселень: для біженців з родинами та військових, що одужували. Поселення були обнесені колючим дротом та охоронялися англійськими солдатами родом з Індії. Тель-ель-Кебірський табір у середині 1920 року був найбільшим поселнням емігрантів з Росії у Єгипті.
Біженці жили в наметах з полотна без вікон та підлоги. В наметах були дерев'яні тумбочки та металеві ліжка з матрацом, маленькою подушкою, ковдрою, протимоскітним пологом, але без білизни. У військовому таборі лише офіцери мали ліжка, солдати спали на землі. Біженцям заборонялося залишати пустелю. У таборі були відкриті школи, церкви, магазини, майстерні, було створено духовий оркестр і театр.
У березні 1920 року на транспортному судні «Гельмгорн Касл» (англ. HMHS Glengorm Castle) прибуло більше 1300 біженців, яких відправили до Тель-ель-Кебіру. У квітні прибули кадети з Донського кадетського корпусу, який у лютому 1920 року евакуювали з Новоросійська на пароплаві «Саратов». Англійська влада розмістила частину корпусу в таборі поблизу села, пізніше корпус було переведено до міста Ісмаїлія, а в кінці 1922 року розформовано. У травні 1920 року після ліквідації Аббасійського табору російських біженців, до Тель-ель-Кебіру прибула ще група хворих та поранених, близько 600 осіб. На початку 1921 року табір було ліквідовано, а його мешканців переведено до Сиді-Бишру, поблизу Олександрії.
Серед біженців у таборі були письменники Сергій Потрєсов і Олександр Яблоновський, художник Іван Білібін, правознавець Аркадій Фатєєв, лікарка-хірург Надія Добровольська.. Серед кадетів Донського корпусу був майбутній поет Микола Воробйов.
У таборі також сформувався український гурток, який видавав часопис «На руїнах».
За час існування табору багато його мешканців померли від поранень та хвороб. Їх ховали на окремій ділянці військового цвинтара Ет-Телль-ель-Кебіру.

## Населення
За переписом населення 2006 року в місті мешкало 26891 осіб. За переписом 2017 року населення збільшилося, й за оцінкою 2018 року склало 43459 осіб.